# Etheostoma swaini
Etheostoma swaini är en fiskart som först beskrevs av David Starr Jordan, 1884.  Etheostoma swaini ingår i släktet Etheostoma och familjen abborrfiskar. Inga underarter finns listade i Catalogue of Life.